# Euphorbia denisiana
Euphorbia denisiana är en törelväxtart som beskrevs av André Guillaumin. Euphorbia denisiana ingår i släktet törlar, och familjen törelväxter. IUCN kategoriserar arten globalt som sårbar. Inga underarter finns listade i Catalogue of Life.